# Home Depot

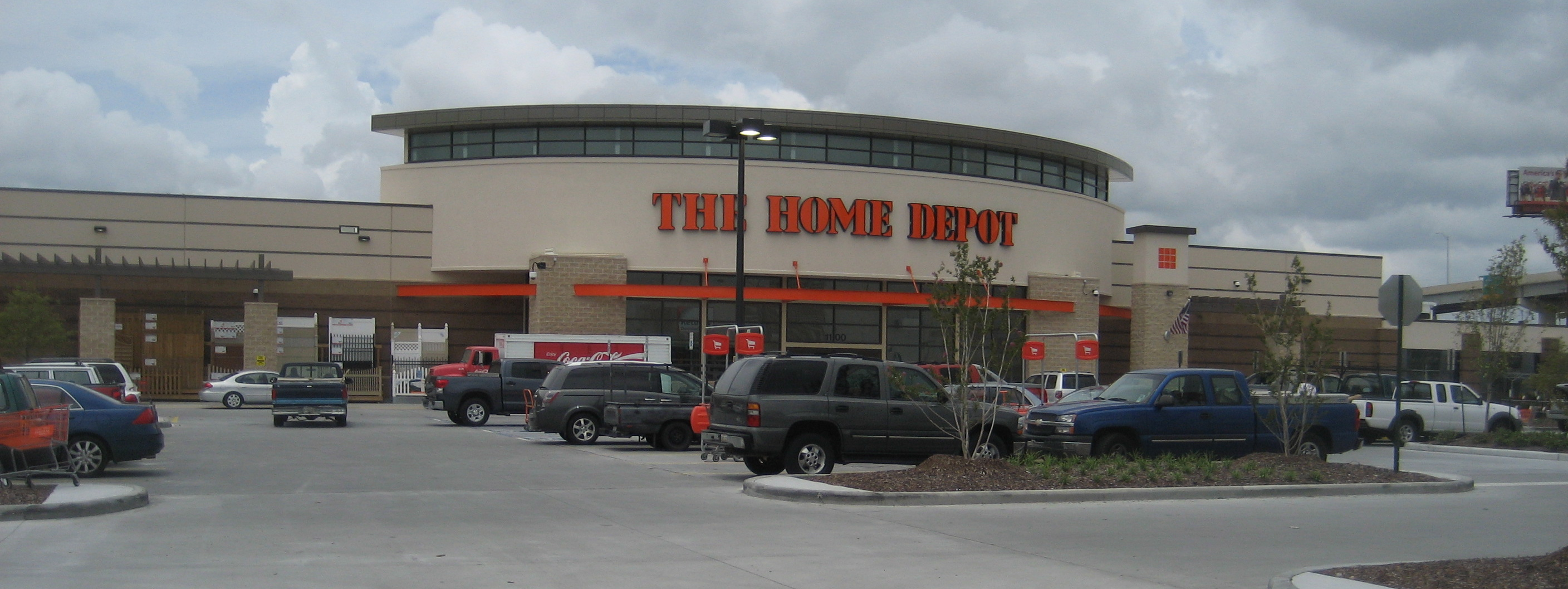
Sklep „Home Depot” w Nowym Orleanie

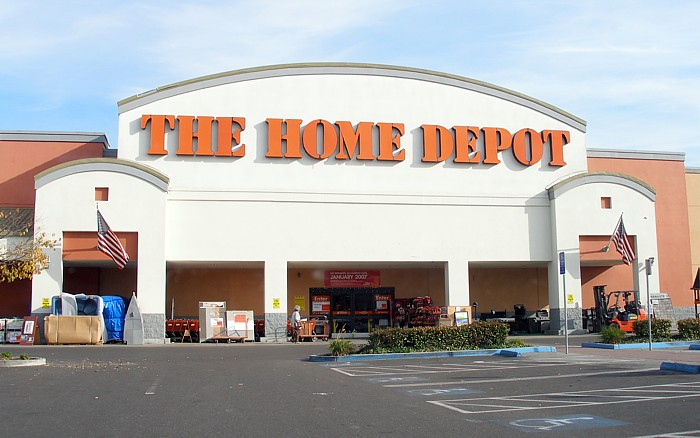
„Home Depot” w East Palo Alto w Kalifornii

Home Depot – amerykańskie przedsiębiorstwo z siedzibą w Atlancie w stanie Georgia, będące właścicielem sieci hipermarketów The Home Depot, założone w 1978. Zajmuje się sprzedażą niemal wszystkich popularnych rodzajów materiałów budowlanych i narzędzi. Home Depot sprzedaje również wybrane usługi jak wypożyczanie sprzętu budowlanego, prace remontowe i inne usługi związane z branżą budowlaną.
Według raportu finansowego za okres zakończony 1 lutego 2015 roku, przedsiębiorstwo zatrudnia około 371 tys. osób zatrudnionych w 1997 sklepach w USA (w tym 2 sklepy zlokalizowane na Wyspach Dziewiczych oraz 9 w Portoryko), 181 w Kanadzie oraz 111 w Meksyku. Home Depot posiada 162 magazyny i centra dystrybucyjne, zlokalizowane w 35 stanach i prowincjach. W 2012 roku przedsiębiorstwo wycofało się z działalności w Chinach zamykając tam wszystkie swoje 7 sklepów. Jej największym konkurentem jest obecnie amerykańska sieć Lowe’s.

## Historia
Home Depot powstało w 1978 w Atlancie, założyciele to: Bernard Marcus i Arthur Blank. Gdy obydwaj sprawujący stanowiska kierownicze zostali wyrzuceni z sieci Handy Dan (zajmująca się również sprzedażą materiałów budowlanych) zaczęli tworzyć swoją sieć sklepów. Rozwój ich przedsiębiorstwa był bardzo szybki, już przed 1986 obroty sięgały 1 miliarda USD. W 1997 hipermarkety zbudowano w Chile i Argentynie, a także Meksyku. Home Depot postanowiło skupić swoją uwagę przede wszystkim na Chinach gdzie powstało w 2006 aż 12 hipermarketów. W 2000 obaj założyciele poszli na emeryturę kierownictwo przejął Robert Nardelli i sprawował ją do stycznia 2007 zastąpił go Frank Blade.
Spółka zadebiutowała na giełdzie NASDAQ w 1981 r., a w 1984 jej notowania zostały przeniesione na NYSE.

## Home Depot obecnie
Średnia powierzchnia każdego z supermarketów to 104 tys. stóp kwadratowych (około 9662 m²) powierzchni zamkniętej oraz dodatkowa powierzchnia ogrodowa wynosząca średnio 24 tys. stóp kwadratowych (około 2230 m²). Każdy market, zarówno wewnątrz, jak i na zewnątrz jest jasno pomarańczowy o pudełkowatym kształcie. Oferuje bardzo wiele produktów budowlanych. Home Depot dodatkowo zajmuje się wypożyczaniem narzędzi budowlanych oraz oferuje usługi jak wymiana okien, sidingu i inne. W 2014 r. zysk wyniósł ponad 6 miliardów dolarów, natomiast obroty ponad 83 miliardy dolarów. W styczniu 2007 Home Depot stał się oficjalnym sponsorem NFL, a także The Home Depot Center.

### Hasła reklamowe
- „You can do it. We can help.” – (od 2003).
- „The Home Depot: First In Home Improvement!” – (1999–2003)
- „When you’re at the Home Depot, You’ll feel right at home” – (w latach 1990).
- „The Home Depot, Low prices are just the beginning” – istniało przez 25 lat

### Stacje benzynowe
Z początkiem 2006 Home Depot podjęło próbę budowania stacji paliw przy wybranych lokacjach. Pierwsze z nich powstały w Hermitage i Brentwood w Tennessee oraz w Acworth w stanie Georgia. Planowano, że stacje te powinny przynieść roczny przychód w wysokości od 5 do 7 milionów dolarów rocznie każda. Poza paliwem, na stacjach oferowane miałyby być artykuły żywnościowe, takie jak piwo, gorące jedzenie, przekąski czy napoje. Pomimo że firma planowała wybudować 300 stacji benzynowych do roku 2010, do 2012 udało jej się otworzyć jedynie 6 takich obiektów.

## Home Depot w świecie

### Kanada
W 2015 w Kanadzie było 181 sklepów zlokalizowanych w każdej z 10 prowincji Kanady. W Kanadzie Home Depot ma ambitny cel stać się poważnym konkurentem dla sieci Rona, która jest zdecydowanym liderem, jednak sklepy sieci Rona są mniejsze od sklepów HD. Dodatkowo HD będzie musiało stawić czoło sieci Lowe’s, która posiada w Kanadzie 37 sklepów

### Meksyk
Home Depot wszedł do Meksyku w 2001 i odtąd stał się jednym z największych sprzedawców materiałów budowlanych – firma posiada tu 111 sklepów.

### Chiny
Home Depot na rynek Chiński wszedł w 2006 i szybko zdobył mocną pozycję. W 2012 zakończył swoją działalność na tym rynku zamykając wszystkie sklepy.